# Teófilo Braga
Teófilo Braga   (Ponta Delgada, 24 de febrer de 1843 - Lisboa, 28 de gener de 1924) Joaquim Teófilo Fernandes Braga fou un polític portuguès, President de la República portuguesa el 1910-1911 i el 1915.
Havia treballat com a tipògraf, es doctorà en dret i finalment fou catedràtic de literatura. Fou, juntament amb Antero de Quental, el teòric i capdavanter de l'escola de Coïmbra, de l'anomenada generació del 70, i intervingué en la polèmica Bom senso e bom gosto o Qüestió de Coïmbra.
També fou un destacat activista polític. President del partit republicà, fou president provisional de la República en implantar-se el 1910 i, novament, ho fou el 1915. Escriptor prolífic, fou historiador de la literatura, crític i assagista, els seus treballs d'erudició es fonamentaren en el positivisme d'Auguste Comte, del qual fou l'introductor a Portugal. És autor del pròleg a Iberisme (1907) d'Ignasi Ribera i Rovira.

## Obres

### Poesia
- Folhas verdes (1860)[2]
- Visao dos tempos (1864)
- Tempestades sonoras (1864)
- Torrentes (1869)
- Miragens Seculares (1884)

### Història i assaig
- História dos Quinhentistas (1871)
- O povo português nos seus costumes, crenças e tradições (1885)
- As modernas ideias na literatura portuguesa (1892)
- Gil Vicente e as orígens do teatro português (1898)
- Garrett e o romantismo (1904)
- História do Romantismo em Portugal (1880)
- Sistema de Sociologia (1884)
- Camões e o Sentimento Nacional (1891)
- História da Universidade de Coimbra (1891-1902) - 4 volums
- História da Literatura Portuguesa (1909-1918) - 4 volums